# Élisabeth Lamure
Élisabeth Lamure, née le 20 novembre 1947 à Jallieu, est une femme politique française, membre du parti Les Républicains.

## Biographie
Chef d'entreprise de profession, elle est maire de Gleizé de 1989 à 2015, réélue en 2008 dès le premier tour avec 64.89 % des voix et en mars 2014 avec 70,79 %. Elle est présidente de l'Association des maires du Rhône de 2008 à 2014 et vice-présidente de la communauté d'agglomération de Villefranche-sur-Saône, puis de la communauté d'agglomération Villefranche-Beaujolais-Saône à partir de 2014. 
En 2001, elle est élue conseillère générale du Rhône dans le nouveau canton de Gleizé, fonction dont elle démissionne en octobre 2004, pour cause de cumul de mandats après son élection au Sénat. Au sein du conseil général du Rhône, elle est conseillère déléguée auprès du vice-président chargé de la culture et du patrimoine, Jean-Jacques Pignard, déléguée à la lecture publique.
Le 26 septembre 2004, elle est élue sénatrice du Rhône. Candidate aux élections sénatoriales pour un nouveau mandat, elle est réélue le 28 septembre 2014. Le 4 décembre suivant, elle est élue présidente de la nouvelle délégation sénatoriale aux entreprises.
Elle soutient la candidature de François Fillon pour la présidence de l'UMP lors du congrès d'automne 2012 puis pour la primaire présidentielle des Républicains de 2016.
Elle ne se représente pas aux élections sénatoriales de septembre 2020.